# Свети Георги (Чанище)
Вижте пояснителната страница за други значения на Свети Георги.
„Свети Георги“ (на македонска литературна норма: „Свети Ѓорги“) е възрожденска църква в мариовското село Чанище, Северна Македония, част от Прилепецко-Витолищката енория на Преспанско-Пелагонийската епархия на Македонската православна църква – Охридска архиепископия.
Църквата е гробищен храм и е разположена в южната част на селото. Според ктиторския надпис на южната стена храмът е изграден в 1870 година, изписан в 1882 година и поправен в 1929 година.